# Brede blinkslak
De brede blinkslak (Aegopinella nitens) is een slakkensoort uit de familie van de Oxychilidae. De wetenschappelijke naam van de soort werd in 1831 voor het eerst geldig gepubliceerd door André Louis Gaspard Michaud.

## Kenmerken
Het rechts opgerolde slakkenhuisje is laag taps toelopend met 4 tot 4½ windingen. Hij is 8 tot 11 mm breed en 4 tot 5,5 mm hoog. In de Alpen kan een huisjesbreedte van 14 mm worden bereikt. De windingen zijn matig convex en nemen regelmatig toe. Het laatste kwart van de laatste winding is min of meer verwijd naar de mond, en soms min of meer gespreid. Meestal daalt het echter niet, of niet significant. De mond is schuin elliptisch van opzet en ongeveer drie keer zo breed als de voorlaatste winding. Het is schuin ten opzichte van de windingas. De snuitrand is recht en scherp. De navel is duidelijk excentriek.
Het huisje is groenbruin tot lichthoornbruin en doorschijnend, met gewoonlijk een groenachtige zweem. De basis rond de navel is melkachtig witachtig. De min of meer regelmatige groeilijnen vormen een vaag rasterpatroon met zwakkere spiraallijntjes, maar dit is alleen duidelijk te zien bij verse slakkenhuisjes.

### Vergelijkbare soorten
Het huisje van de brede blinkslak lijkt sterk op dat van Aegopinella epipedostoma. Het estuarium is meestal niet zo verbreed en daalt niet zo veel. Bij individuele gevallen kan echter alleen een onderzoek van het genitale apparaat definitieve zekerheid bieden. A. epipedostoma heeft een knotsvormige zwelling in het bovenste deel van de vagina, waarin de korte steel van de spermatheca uitkomt. De epiphallus en penis zijn korter dan bij A. epipedostoma, en er is geen ernstige vernauwing van de penis. De penisretractorspier wordt ongeveer in het midden van de epiphallus ingebracht. Het huisje van de bruine blinkslak (A. nitidula) is meestal iets kleiner. Bij dit type is de penis niet zo gezwollen, het mist ook de sterke vernauwing. De overgang van epiphallus/penis is geleidelijker en niet zo abrupt als bij de brede blinkslak.

## Geografische spreiding en leefgebied
Het verspreidingsgebied strekt zich uit van de westelijke Alpen, de oostelijke en zuidelijke Alpen tot Tsjechië, Slowakije, Zuid-Polen en West-Oekraïne. In het noorden strekt het zich uit tot ongeveer de Duitse middelgebergten Harz en Teutoburgerwoud. Ook uit België en Nederland zijn individuele voorvallen bekend.
De brede blinkslak leeft het liefst onder het bladafval en onder stenen in bossen of tussen rotsen, op matig vochtige plaatsen op kalkhoudende grond in de bergen. Af en toe wordt het ook gevonden op droge locaties met losse grond. Het stijgt zelden boven de 1.500 meter boven de zeespiegel, maar af en toe tot 2.500 meter.

## Levenswijze
Tussen juni en augustus, in warmere streken zelfs veel later, worden 30 tot 50 eieren in groepjes van 6 tot 9 eierlegsels onder de bladeren van het bladafval gelegd. De eieren hebben een diameter van 1,0 tot 1,6 mm en de jongen komen na ongeveer twee weken uit. Seksuele volwassenheid wordt pas in het tweede jaar bereikt.
De dieren voeden zich met verdorde plantendelen, maar ze jagen ook op kleinere slakkensoorten.